# 王大任
王大任（1916年—1999年7月19日），男，山西沁县人，中华人民共和国政治人物。中共八大、十二大、十三大代表，第四、五、六、七届全国人民代表大会代表。

## 生平
1937年就读于铭贤学校。学生时代，积极参加“中华民族解放先锋队”，投身于抗日救亡运动。
七七事变后，在山西太谷组建抗日游击队，先后任太谷游击队队长、指导员，八路军独立支队营政治委员、教导员，大队政治处主任等职。1937年10月加入中国共产党。
1940年8月，任129师10旅29团政治委员。1941年11月，先后在太行军区六分区、一分区、二分区任政治部副主任、主任、地委委员，独立旅政治委员，军区政治部副主任。
1949年9月，任中共太原市委常委、宣传部部长。1952年8月任中共太原市委常委、副市长。1952年12月起，他先后任中共山西省委委员、太原市委书记、太原市人民政府市长，省委常委、太原市委第二书记，省委常委、省文教部部长。1958年10月任中共山西省委候补书记、书记处书记、常务书记。
“文化大革命”期间遭受了残酷的迫害。1970年8月恢复工作后，历任长治县革委会副主任，中共吕梁地委副书记、地区革委会副主任，山西省革委会政工组组长、文教部部长。1973年7月，任中共山西省委副书记、书记。
1979年7月，调吉林省工作，任中共吉林省委书记。
1983年4月，任中共山西省顾问委员会主任。
1999年7月19日，因病医治无效在太原逝世，享年82岁。